# Stipa arcuata
Stipa arcuata là một loài thực vật có hoa trong họ Hòa thảo. Loài này được R.Fries miêu tả khoa học đầu tiên năm 1905.